# Montréal (Ardèche)
 Montréal  é uma comuna francesa na região administrativa de Auvérnia-Ródano-Alpes, no departamento de Ardèche. Estende-se por uma área de 6,15 km². Em 2010 a comuna tinha 590 habitantes (densidade: 95,9 hab./km²).